# Гревенмахер (футбольный клуб)
«Гревенмахер» (люкс. CS Gréiwenmaacher) — футбольный клуб из города Гревенмахер, восточный Люксембург. Выступает в чемпионате Люксембурга по футболу и один раз (в 2003 году) завоёвывал чемпионство.

## История
Клуб основан в 1909 году под названием «Stade Mosellan», своё текущее имя обрёл в 1919 году.
Сезон 1949-50 годов стал для клуба первым в высшей лиге Национального дивизиона, в сезоне 1950-51 команде удалось выйти в финал Кубка Люксембурга, но она потерпела поражение.
В сезоне 2002-03 клуб выиграл свой первый чемпионский титул и дебютировал в Лиге чемпионов, в том же году клуб выиграл Кубок Люксембурга.

## Достижения
- Чемпионат Люксембурга по футболу: 1

2002/03
- Кубок Люксембурга по футболу: 4

1994/95, 1997/98, 2002/03, 2007/08